# Europski konzervativci i reformisti
Europski konzervativci i reformisti (engl. European Conservatives and Reformists, kratica ECR) euroskeptični je i konzervativni klub zastupnika u Europskom parlamentu. ECR je klub zastupnika iz Stranke europskih konzervativaca i reformista (ECR Party), ali okuplja i zastupnike iz Europskog kršćanskog političkog pokreta (ECPM), te Europske slobodne alijanse (EFA).
ECR klub u Europskom parlamentu trenutno okuplja 78 zastupnika iz 18 država. Klub je osnovan nakon izbora za Europski parlament 2009. godine, po nalogu tadašnjeg vođe britanske Konzervativne stranke, Davida Camerona.
Glavni ciljevi ECR-a su suprotstavljanje europskoj integraciji, proširenju i potencijalnom razvoju EU u federalnu europsku super-državu. Protive se zadiranjem EU u državna pitanja, te se zalažu za strožu kontrolu imigracije. Unutar ECR-a, neke stranke i zastupnici promiču meki euroskepticizam (nasuprot potpunom odbacivanju postojanja EU-a koji karakterizira tvrdi euroskepticizam), pozivajući na demokratsku reformu EU-a, više transparentnosti, te obuzdavanje nekih ovlasti i birokracije EU-a, uz istovremeno održavanje neograničene slobodne trgovine i suradnje među državama. Ostale stranke i pojedinačni zastupnici unutar skupine podržavaju potpuno povlačenje svojih država iz EU-a, te protivljenje eurozoni. Svoje politike često predstavljaju pojmom eurorealizam.
Najviše zastupnika ECR-a dolaze iz talijanske stranke Braća Italije (FdI) te poljske stranke Pravo i pravda (PiS).

## Temeljna načela
Deklaracija o osnivanju ECR-a, poznata i kao Praška deklaracija, navodi temeljna načela kojih se svaki član grupe treba pridržavati. Praška deklaracija ističe sljedeća načela:
1. Slobodno poduzetništvo, slobodna i poštena trgovina i konkurencija, minimalna državna regulativa, niži porezi i mala vlada kao krajnji katalizatori za individualnu slobodu te osobni i nacionalni prosperitet.
2. Sloboda pojedinca, više osobne odgovornosti i veća demokratska odgovornost.
3. Održiva, čista opskrba energijom s naglaskom na energetsku sigurnost.
4. Važnost obitelji kao temelja društva.
5. Suvereni integritet nacionalne države, protivljenje federalizmu EU.
6. Prevashodna vrijednost transatlantskih sigurnosnih odnosa u revitaliziranom NATO-u i potpora mladim demokracijama diljem Europe.
7. Učinkovito kontrolirana imigracija i prestanak »zlouporabe azila« u EU.
8. Učinkovite i moderne javne usluge i osjetljivost na potrebe i ruralnih i urbanih zajednica.
9. Kraj »rasipništva« i pretjerane birokracije te zalaganje za veću transparentnost i poštenje u institucijama EU-a i korištenju fondova EU-a.
10. Poštovanje i ravnopravan tretman za sve zemlje EU, nove i stare, velike i male.

Tijekom ruske invazije na Ukrajinu 2022. predsjednik grupe Ryszard Legutko izjavio je da će grupa podržavati Ukrajinu sve dok Rusija ne bude poražena, a i nakon toga.

## Članovi
Klub broji 83 zastupnika iz 18 europskih zemalja.
Nakon parlamentarnih izbora u Finskoj 2023., Stranka Finaca (PS), nakon što je prethodno prešla u grupu Identitet i demokracija (ID), ponovno se pridružila ECR-u, navodeći kao razlog njihovu promjenu politike u podršci članstva Finske u NATO-u.
| Država     | Stranka                                                               | Europska stranka                              | Zastupnici |
| ---------- | --------------------------------------------------------------------- | --------------------------------------------- | ---------- |
| Belgija    | Novi flamanski savez (N-VA)                                           | Europska slobodna alijansa (EFA)              | 3 / 22     |
| Bugarska   | Ima takav narod (ITN)                                                 | nijedna                                       | 1 / 17     |
| Hrvatska   | Domovinski pokret (DP)                                                | nijedna                                       | 1 / 12     |
| Cipar      | Nacionalni narodni front (ELAM)                                       | nijedna                                       | 1 / 6      |
| Češka      | Građanska demokratska stranka (ODS)                                   | Stranka europskih konzervativaca i reformista | 3 / 21     |
| Danska     | Danski demokrati (Æ)                                                  | nijedna                                       | 1 / 15     |
| Finska     | Stranka Finaca (PS)                                                   | nijedna                                       | 1 / 15     |
| Francuska  | Konzervativni pokret (MC)                                             | nijedna                                       | 1 / 81     |
| Francuska  | nezavisni                                                             | nezavisni                                     | 3 / 81     |
| Grčka      | Grčko rješenje (EΛ)                                                   | nijedna                                       | 2 / 21     |
| Italija    | Braća Italije (FdI)                                                   | Stranka europskih konzervativaca i reformista | 24 / 76    |
| Latvija    | Nacionalni savez (NA)                                                 | Stranka europskih konzervativaca i reformista | 2 / 9      |
| Latvija    | Ujedinjena lista (AS)                                                 | nijedna                                       | 1 / 9      |
| Litva      | Izborna akcija Poljaka u Litvi – Savez kršćanskih obitelji (LLRA–KŠS) | Stranka europskih konzervativaca i reformista | 1 / 11     |
| Litva      | Unija poljoprivrednika i zelenih Litve (LVŽS)                         | nijedna                                       | 1 / 11     |
| Luksemburg | Stranka alternativnih demokratskih reformi (ADR)                      | Stranka europskih konzervativaca i reformista | 1 / 6      |
| Nizozemska | Reformirana politička stranka (SGP)                                   | Europski kršćanski politički pokret (ECPM)    | 1 / 31     |
| Poljska    | Pravo i pravda (PiS)                                                  | Stranka europskih konzervativaca i reformista | 18 / 52    |
| Poljska    | Suverena Poljska (SP)                                                 | nijedna                                       | 2 / 52     |
| Rumunjska  | Savez za Uniju Rumunja (AUR)                                          | nijedna                                       | 5 / 33     |
| Rumunjska  | Rumunjska nacionalna konzervativna stranka (PNCR)                     | Europski kršćanski politički pokret           | 1 / 33     |
| Španjolska | Vox                                                                   | Stranka europskih konzervativaca i reformista | 6 / 61     |
| Švedska    | Švedski demokrati (SD)                                                | Stranka europskih konzervativaca i reformista | 3 / 21     |
| EU         | Ukupno                                                                | Ukupno                                        | 83 / 720   |